# Chris Tillman
Christopher Steven Tillman (ur. 15 kwietnia 1988) – amerykański baseballista występujący na pozycji miotacza w Baltimore Orioles.

## Przebieg kariery
Po ukończeniu szkoły średniej w 2006 roku, został wybrany w drugiej rundzie draftu przez Seattle Mariners, jednak w lutym 2008 został oddany do Baltimore Orioles. W Major League Baseball zadebiutował 29 lipca 2009 w meczu przeciwko Kansas City Royals. W 2013 został powołany do Meczu Gwiazd w miejsce kontuzjowanego Justina Verlandera.
16 maja 2014 w meczu z Kansas City Royals zaliczył pierwszy w MLB complete game shutout.

## Nagrody i wyróżnienia
| Nagroda/wyróżnienie | Lata | Źródło |
| All-Star            | 2013 | [ 3 ]  |